# Treffiagat

Treffiagat este o comună în departamentul Finistère, Franța. În 1 ianuarie 2022 avea o populație de 2.438 de locuitori.